# Ernest Carter
Ernest "Boom" Carter är en amerikansk trummis från Asbury Park i New Jersey.
Carter spelade på 1960-talet bland annat med Little Royal & The Swing Masters. Han värvades 1974 till Bruce Springsteens kompband E Street Band, som ersättare för Vini Lopez. Han lämnade bandet redan samma år och ersattes av Max Weinberg, men hann medverka på en inspelning med Springsteen, av låten "Born to Run". Senare har Carter bland annat spelat med David Sancious, Southside Johnny & The Asbury Jukes och Paul Butterfield. 2001 gav han ut soloalbumet Temple of Boom.
Smeknamnet Boom fick han sedan hans grannar hade rapporterat skottlossning i det hus där han bodde i Asbury Park. Polisen kom till platsen och fann Carter som spelade på sina trummor.